# Coussapoa angustifolia
Espèce
Classification APG III (2009)
Coussapoa angustifolia est une espèce de plantes à fleurs hémiépiphyte primaire de la famille des Urticaceae (anciennement des Cecropiaceae).
En Guyane, on appelait cet arbre coussapoui chez les Galibis.

## Histoire naturelle
En 1775, le botaniste Aublet rapporte ceci : 

« COUSSAPOA (anguſtifolia) foliis ovato oblongis, ſubtùs ferrugineis ; fructu nigro, globoſo, ſolitario, pedunculato. (TABULA 363.)
Species altera occurrit foliis minoribus, ovato-oblongis, obtuſis, fructu majori, ſolitario, pedunculato, axillari. 
Nomen Caribasum coussapoui. »

« LE COUSSAPIER à feuille étroite. (PLANCHE 363.)
Cette eſpèce diffère [de Coussapoa latifolia] par ſes feuilles plus obtuses, plus étroites par le bas, par ces nervures qui ſont moins nombreuſes, (les plus grandes ont trois pouces de longueur, ſur environ deux pouces de largeur) & par ces fruits qui ſont beaucoup plus gros, ſolitaires, ou deux à deux, attachés chacun à un pédoncule particulier. 
Cet arbre eſt auſſi nommé COUSSAPOUI ; & il porte également ſon fruit en Novembre. »